# Czesne
Czesne – opłata za pobieranie nauki, najczęściej spotykana w szkołach wyższych.
W większości krajów europejskich zwykle szkoły publiczne pobierają czesne za naukę na studiach wieczorowych i niestacjonarnych. Studia stacjonarne są zazwyczaj z czesnego zwolnione. Szkoły niepubliczne (szkoły społeczne oraz szkoły prywatne) z zasady pobierają opłatę na wszystkich systemach studiów. W większości krajów anglosaskich czesne pobierane jest również w większości szkół publicznych, a czasem również na niższych poziomach kształcenia. Jest to jednak powiązane z łatwiejszym uzyskiwaniem kredytów (studenckich) i licznymi stypendiami.

## Historia
W Chinach raczej nie podważano (i nie podważa się, mimo formalnego komunizmu) konieczności wynagradzania nauczyciela przez ucznia, tym bardziej że sam Konfucjusz pobierał opłaty. W średniowiecznej Europie Kościół katolicki oraz państwa zwykle nie pobierały opłat. Podobny system pojawił się później w krajach protestanckich i w Rosji. We wszystkich tych przypadkach wykształceni ludzie byli zwykle zatrudniani w administracji oraz w innych strukturach instytucji płacącej za ich kształcenie (kościoły, państwa). Czesne zaczęło się stopniowo pojawiać w późnym oświeceniu wraz ze wzrostem liczby uczniów oraz prywatnych uczelni. Zasady państwa opiekuńczego, które ostatecznie zdominowały większość krajów europejskich po II wojnie światowej, doprowadziły do bezpłatności edukacji na wszystkich poziomach.